# Moldavia al Turkvision Song Contest
La Moldavia ha debuttato nell'edizione 2020 del concorso canoro. Doveva debuttare nell'edizione del 2017, ma è stata poi cancellata.

## Partecipazioni
- Primo posto
- Secondo posto
- Terzo posto
- Ultimo posto

| Anno                                    | Artista           | Canzone          | Posizione           | Punti               | Note                |
| --------------------------------------- | ----------------- | ---------------- | ------------------- | ------------------- | ------------------- |
| Nessuna partecipazione dal 2013 al 2015 |                   |                  |                     |                     |                     |
| 2017                                    | Pelageya Stefoglo | "Yallah Yallah!" | Edizione cancellata | Edizione cancellata | Edizione cancellata |
| 2020                                    | Pelageya Stefoglo | Ateş Gibi        | 7                   | 191                 |                     |